# Salinomys delicatus
Salinomys delicatus és una espècie de mamífer rosegador de la família dels cricètids. És endèmic del centre-oest de l'Argentina (províncies de San Juan i San Luis), on viu a altituds d'entre 380 i 412 msnm. El seu hàbitat natural són les conques salines. Es desconeix si hi ha cap amenaça significativa per a la supervivència d'aquesta espècie.